# Société pour la messe en latin en Angleterre et au pays de Galles

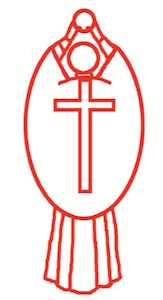
Le logo de la Société pour la messe en latin en Angleterre et au pays de Galles représente la consécration de l'hostie durant la messe, où le prêtre fait face à l'Orient.

La Société pour la messe en latin en Angleterre et au pays de Galles, en anglais Latin Mass Society of England and Wales, est une société catholique basée en Angleterre et au pays de Galles qui souhaite voir s'étendre l'usage de la messe tridentine. Elle est affiliée à la fédération internationale Una Voce.

## Buts
Inscrits dans sa constitution, ses buts sont:
- Soutenir l'enseignement et les pratiques de l'Église catholique tels que définis par le Concile de Trente concernant la liturgie et l'observance religieuse.
- Promouvoir de fréquentes et régulières célébrations de la sainte messe selon le rite établi lors du Concile de Trente et en langue latine.
- Encourager l'étude, l'appréciation et l'usage de la musique traditionnelle de l'Église et tout particulièrement le chant grégorien.
- Œuvrer à la perpétuation et à l'usage toujours plus grand du latin dans les rites, l'enseignement et l'administration de l'Église.
- Donner les moyens aux laïcs de communiquer au mieux avec leur hiérarchie afin que les besoins et souhaits nécessaires aux buts ci-dessus soient satisfaits.

## Histoire
La Société pour la messe en latin a été créée en 1965, année de passage à la langue vernaculaire, avec pour volonté première la préservation du rite tridentin dans l'esprit de perpétuer les pratiques anciennes de l'Église.
Après l'introduction de la messe de Vatican II en 1970, le cardinal Heenan obtint un indult qui permettait à tout évêque d'Angleterre ou du pays de Galles de célébrer la Vieille Messe au bénéfice d'un groupe de fidèles. En 1974, à la suite de la demande du cardinal Heenan, les hiérarchies catholiques anglaise et galloise « reconnurent le droit aux catholiques de laisser des instructions permettant l'utilisation du rite tridentin lors de leur messe de Requiem ». Le clergé en fut informé et de petites cartes furent délivrées aux demandeurs.
En octobre 1984, le pape Jean-Paul II publia un indult qui étendit les effets du précédent à tout évêque dans le monde à partir du moment où le missel romain de 1962 est utilisé.

## Structure
La Société pour la messe en latin est structurée selon une base diocésaine avec un représentant pour chaque diocèse d'Angleterre et du pays de Galles (donc 22 en tout). Le siège de la société sont ses bureaux de Londres.
La Société publie, chaque année, un calendrier liturgique approuvé par les évêques des deux nations.

## Source
- (en) Cet article est partiellement ou en totalité issu de l’article de Wikipédia en anglais intitulé « Latin Mass Society of England and Wales » (voir la liste des auteurs).